# 33 (tal)
33 er et ulige heltal og det naturlige tal, som kommer efter 32 og efterfølges af 34.

## I matematik
33 er
- et semiprimtal
- summen af de 4 første fakultetstal: {\displaystyle 1!+2!+3!+4!}

## Andet
- Blåhvalen kan blive op til 33 meter lang.
- 33 er atomnummeret på grundstoffet Arsen.
- 33 er den internationale telefonkode for Frankrig.

- Wikimedia Commons har flere filer relateret til 33 (tal)

| Matematik | Spire Denne artikel om matematik er en spire som bør udbygges. Du er velkommen til at hjælpe Wikipedia ved at udvide den. |